# Colotois flava
Colotois flava är en fjärilsart som beskrevs av Schnaider 1950. Colotois flava ingår i släktet Colotois och familjen mätare. Inga underarter finns listade i Catalogue of Life.